# 帕米尔齿缘草
帕米尔齿缘草（学名：Eritrichium pamiricum）为紫草科齿缘草属的植物，是中国的特有植物。分布于中国大陆的新疆等地，生长于海拔3,200米的地区，多生于草原，目前尚未由人工引种栽培。

## 异名
- Hackelia pamiricum (Fedtschenko) A. Brand